# HGÜ Dreischluchtendamm–Changzhou
Die HGÜ Dreischluchtendamm–Changzhou ist eine 890 km lange Hochspannungs-Gleichstrom-Übertragungsleitung (HGÜ) in der Volksrepublik China zwischen dem Drei-Schluchten-Damm und der östlich gelegenen bezirksfreien Stadt und Industrieregion Changzhou (chinesisch 常州市) in der Provinz Jiangsu. Sie dient dazu elektrische Energie aus dem Wasserkraftwerk am Jangtse in die östlich gelegenen Industrieregionen Chinas zu transportieren. Die Leitung wurde im Jahr 2003 in Betrieb genommen, war die zweite HGÜ-Leitung in China, und bei Inbetriebnahme die größte HGÜ in China. Die westliche Stromrichterstation befindet sich 50 km vom Drei-Schluchten-Damm entfernt in Longquan, die östliche Station in Zhengping nahe Changzhou. 
Die HGÜ Dreischluchtendamm–Changzhou ist eine bipolare HGÜ mit einer Betriebsspannung von ±500 kV und einer Übertragungsleistung von 3.000 MW. Die Wechselrichter in den Stromrichterstationen sind mit Thyristoren ausgestattet, welche einen maximalen Strom von 3 kA bei einer Sperrspannung von 7,2 kV pro Thyristor schalten können. In der östlichen Stromrichterstation Longquan werden pro Pol 90, und in der westlichen Stromrichterstation Zhengping werden pro Pol 84 Thyristoren eingesetzt. Die Hochspannungsleitung führt bei der Jangtse-Freileitungskreuzung Wuhu über den Jangtse, welche die höchsten Freileitungsmasten bei HGÜ-Systemen aufweist.
Die Erdungselektrode bei Chujiahu wird auch von der HGÜ Gezhouba–Shanghai genutzt.